# XVIII. legija
Osemnajsta legija (latinsko Legio duodevigesima, pisano z XVIII ali XIIX), rimska legija, ustanovljena okoli leta 41 pr. n. št.. 9. septembra leta 9 je bila v bitki z Germani v Tevtoburškem gozdu popolnoma uničena. Njen naziv in simbol nista poznana.
Legija je bila ustanovljena verjetno zato, da bi zadušila upor Seksta Pompeja, zadnjega nasprotnika drugega triumvirata, ki je bil s svojo vojsko na Siciliji in je ogrožal dobave žita Rimu. Bila je verjetno ena od osmih legij, ki jih je Avgust obljubil Marku Antoniju za njegov vojni pohod proti Partom, vendar jih ni nikoli poslal. 
Po porazu Marka Antonija in Kleopatre v bitki pri Akciju leta 31 pr. n. št. je bila legija premeščena v Galijo, proti koncu 1. stoletja pr. n. št. pa skupaj s XVII. legijo kot del ogromne armade, kateri je poveljeval Neron Klavdilj Druz, kasnejši rimski cesar Tiberij, v Germanijo. Leta 5 se je stanje v Germaniji umirilo in leta 7. je bil za njenega guvernerja imenovan Publij Kvintilij Var.
Leta 9 je poveljnik heruške zavezniške vojske Arminij Vara obvestil o domnevnem uporu Germanov ob Renu. Var kljub opozorilom, da gre za prevaro, v obvestilo ni podvomil in se z vsemi svojimi tremi legijami (XVII., XVIII. in XIX.) odpravil proti zahodu. 9. septembra je njegova vojska v bližini sedanjega Osnabrücka padla v zasedo, ki so jo spretno pripravili Heruski pod Arminijevim poveljstvom. V bitki v Tevtoburškem gozdu so bile vse tri legije popolnoma uničene, njihove prapore pa so Germani zaplenili.
Izubljene prapore so Rimljani dobili nazaj v kasnejših vojnih pohodih leta 14, 15 in 41 in jih odnesli v Marsov tempelj v Rimu.
Izgubljene  XVII., XVIII. in XIX. legije niso Rimljani nikoli niti obnovili niti uporabili njihovih številk, kar je izjemen primer v rimski zgodovini. Neron je sicer načrtoval ustanovitev nove XVIII. legije, s katero je nameraval napasti Egipt, vendar načrta nikoli ni uresničil. Štiri kohorte so se med prvo judovsko-rimsko vojno vojskovale v Judeji, medtem ko je drugih šest kohort istega leta dušilo upor Batavijcev. Legijo je kmalu zatem razpustil cesar Vespazijan.

## Sklica
1. ↑  L. Adkins, R.A. Adkins (2004), Handbook to life in ancient Rome, 2. izdaja, ISBN 0-8160-5026-0, str. 270.
2. ↑  W. Boyne (1968), A manual of Roman coins, str. 13.

## Vira
- Legio XVIII Arhivirano 2009-04-18 na Wayback Machine. livius.org.
- E. Ritterling, Legio (XVII, XVIII, XIX), Paulys Realencyclopädie der classischen Altertumswissenschaft, XII, 2, Stuttgart, 1925, kolone 1767–1768.